# Rudolf Breitscheid

Rudolf Breitscheid

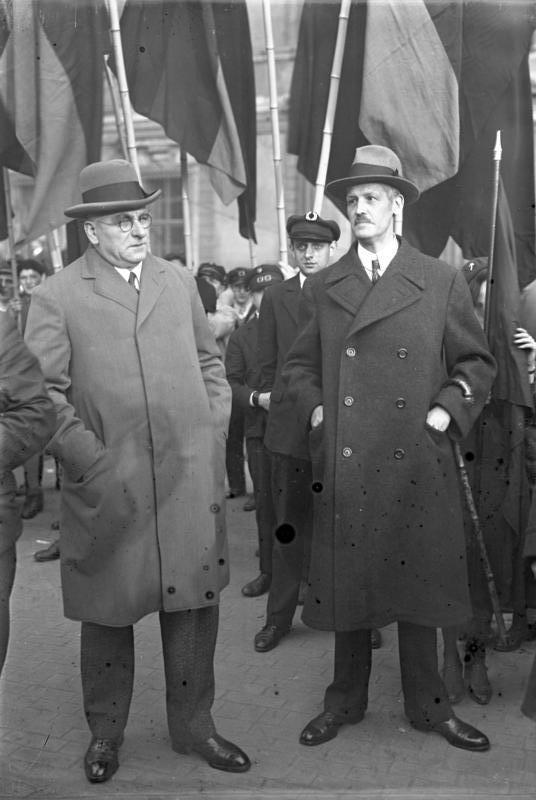
Otto Braun (links) und Rudolf Breitscheid im Berliner Lustgarten (April 1932)

Rudolf Breitscheid (* 2. November 1874 in Köln; † 24. August 1944 im KZ Buchenwald) war ein deutscher Politiker. Der promovierte Nationalökonom engagierte sich zunächst in der linksliberalen Freisinnigen Vereinigung, ab 1908 war er Vorsitzender der Demokratischen Vereinigung. Er trat im Jahr 1912 zur Sozialdemokratie über und schloss sich aufgrund seiner pazifistischen Haltung im Ersten Weltkrieg der USPD an. Nach der Novemberrevolution 1918 war Breitscheid bis Januar 1919 preußischer Innenminister. In den Jahren 1920 bis 1933 war er Mitglied des Reichstags, ab 1922 gehörte er wieder der SPD an. Als führender Außenpolitiker seiner Partei setzte er sich für die Aussöhnungspolitik mit Frankreich ein. Nach der Machtergreifung der Nationalsozialisten emigrierte er nach Frankreich. Das Vichy-Regime lieferte ihn 1941 an die Gestapo aus, er wurde in Konzentrationslagern inhaftiert und starb dort.

## Leben
Rudolf Breitscheid wurde als Sohn des Buchhandlungsgehilfen Wilhelm Breitscheid und seiner Ehefrau Wilhelmine, geb. Thorwesten, geboren. Er besuchte das Friedrich-Wilhelm-Gymnasium in Köln.
Seit dem Jahr 1901 war er mit der Feministin und Frauenrechtlerin Tony Breitscheid, geb. Drevermann (1878–1968) verheiratet.

### Studium
Von 1894 bis 1898 absolvierte er ein Studium der Nationalökonomie an der Universität München und der Universität Marburg. Zu seinen akademischen Lehrern gehörte Karl Rathgen. In Marburg wurde er Mitglied der Burschenschaft Arminia Marburg, in der er eine führende Stellung einnahm. Aus ihr trat er 1920 als Alter Herr aus, nachdem eine Unvereinbarkeit mit Kommunisten und Unabhängigen Sozialdemokraten diskutiert worden war.
Nach erfolgreicher Verteidigung seiner im Jahr 1898 vorgelegten Dissertation zum Thema „Die Landpolitik in den australischen Kolonien“ wurde er zum Doktor promoviert und arbeitete von 1898 bis 1905 als Redakteur und Korrespondent bürgerlicher und liberaler Zeitungen.

### Politischer Werdegang
In den Jahren 1903 bis 1908 war Breitscheid Mitglied in der liberalen Freisinnigen Vereinigung. 1904 wurde Breitscheid in die Berliner Stadtverordnetenversammlung und gleichfalls in den brandenburgischen Provinziallandtag gewählt. Weil er mit der neuen Parteistrategie durch Beteiligung am Bülow-Block nicht einverstanden war, trat er 1908 aus der Freisinnigen Vereinigung aus und wurde Gründungsmitglied der linksliberalen Demokratischen Vereinigung (DV). Bis zur Reichstagswahl 1912 wurde er deren Vorsitzender.
Nach dem Scheitern der DV bei dieser Wahl trat er der SPD bei. Ab Mai 1915 gab er die Pressekorrespondenz Sozialistische Auslandspolitik heraus, welche die Burgfriedenspolitik der SPD-Führung kritisierte. Schließlich wechselte er 1917 zur gerade entstandenen USPD. Hier gab er das Organ Der Sozialist ab November 1918 bis zu dessen Einstellung im September 1922 heraus.
Von 1918 bis 1919 war er preußischer Innenminister. Der Landesdirektor der preußischen Provinz Brandenburg ernannte ihn als Schriftsteller am 6. März 1920 zum Preußischen Provinzialrat. Für die USPD saß er ab 1920 im Reichstag. Im Oktober 1922 kehrte Breitscheid mit der Vereinigung von USPD und MSPD zur SPD zurück. Er war Vorsitzender und außenpolitischer Sprecher der SPD-Reichstagsfraktion und trat in dieser Funktion auch im Sinne der Parteilinie für die Westorientierung des Reiches ein. Später wurde er Mitglied der deutschen Delegation beim Völkerbund. Er war Mitglied im Präsidium des Komitee Pro Palästina.
In den letzten Jahren der Weimarer Republik wurde er als prominenter, außenpolitisch verantwortlicher Sozialdemokrat zum Schmähobjekt für die rechtsradikale Presse. Er sah mit Klarheit die Folgen einer Hitlerdiktatur voraus:
„Wir haben die Frage auszuwerfen: was würde der Sieg des Hitlertums bei der Reichspräsidentenwahl bedeuten? Die erste Antwort — ich glaube, Sie sind darin mit mir einverstanden — heißt Sturz der Weimarer Verfassung. Gewiß, ich gebe zu, daß der Boden der Demokratie jetzt eingeengt ist durch das System der Notverordnungen, das herbeizuführen wir wahrhaftig nicht den Anlaß gegeben haben. Aber das Terrain ist noch da, das Terrain der Verfassung besteht, dieses Terrain, dieser Boden kann wieder bereinigt werden, die Stacheldrähte der Notverordnungen können beseitigt werden. Kommt das Hitlertum zur Herrschaft, dann ist das Fundament beseitigt, auf dem wir das Haus unserer Zukunft und das Haus unserer Kinder aufbauen können.“
In derselben Rede grenzt sich Breitscheid von den Kommunisten ab:
„Sie beantragen, daß alle privaten Schuldverpflichtungen an das kapitalistische Ausland annulliert werden. Die Kapitalisten, Großbanken und Großunternehmer, werden bereit sein, Ihnen eine Dankadresse zu überreichen. Sie stellen sich schützend vor die kapitalistischen Schuldner, die leichtsinnig, leichtfertig Geld aufgenommen haben, das sie nicht zurückzahlen möchten. Die Kommunistische Partei kommt und streicht mit einem Federstrich die Schulden der Kapitalisten. Ich muß schon sagen: eine größere Selbstaufopferung haben wir auch bei der Kommunistischen Partei noch nicht erlebt.“
In den Wochen nach dem Beschluss des Ermächtigungsgesetzes 1933 wurden er und Otto Wels von Konstantin von Neurath auch als Beispiele genannt, dass Berichte in der ausländischen Presse über Terror der Nazis gegenüber Andersdenkenden nur Verleumdung seien.

### Exil
Nach der Machtübernahme der Nationalsozialisten emigrierte das Ehepaar Breitscheid im März 1933 über die Schweiz nach Frankreich. Rudolf Breitscheids Name stand im August 1933 auf der Ersten Ausbürgerungsliste des Deutschen Reichs. Im Pariser Exil war er Mitinitiator des Lutetia-Kreises (1935 bis 1936). Es war der Versuch, eine Volksfront gegen die Hitlerdiktatur zu bilden. Breitscheid gehörte zu den Unterzeichnern des „Aufrufes an das deutsche Volk“. Die Universität Marburg entzog ihm am 10. März 1938 den Doktorgrad.

### Verhaftung und Tod

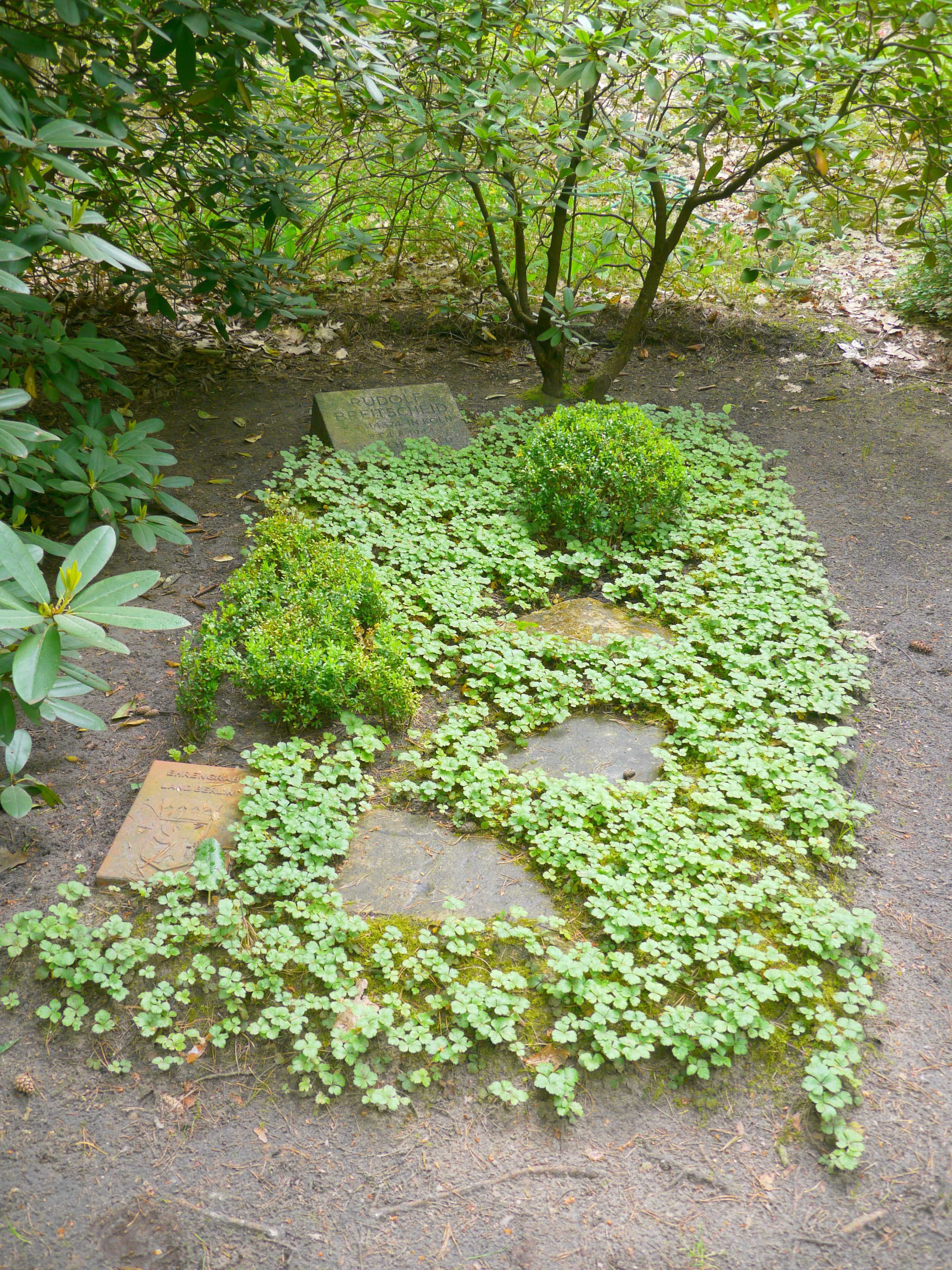
Grabstätte mit dem Namen Rudolf Breitscheids in Stahnsdorf

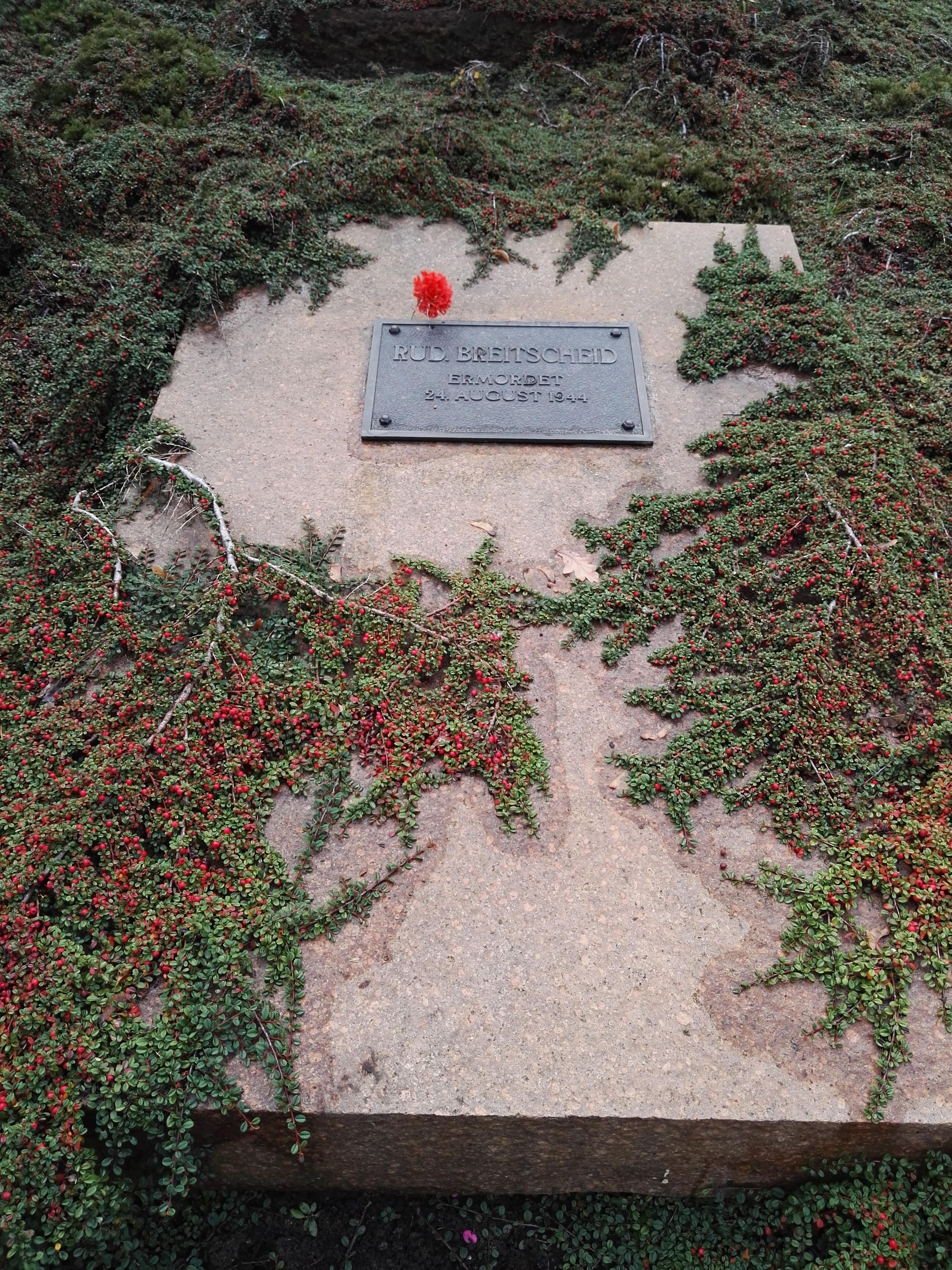
Symbolische Grabstätte in der Gedenkstätte der Sozialisten

Als die deutsche Wehrmacht 1940 vor Paris stand, flüchtete Breitscheid nach Marseille. Nachdem ihm im Herbst 1940 unter der deutschen Besetzung von den französischen Behörden als Zwangswohnsitz Arles zugewiesen worden war, wurde er dort ebenso wie Rudolf Hilferding von französischen Anhängern des Vichy-Regimes verraten, verhaftet, nach Vichy gebracht und der Gestapo ausgeliefert. Aus dem Pariser Gefängnis La Santé kam Breitscheid in das Gestapo-Gefängnis in der Prinz-Albrecht-Straße in Berlin. Anfang Januar 1942 wurde er mit seiner Frau in das KZ Sachsenhausen gebracht. Im Herbst 1943 kam das Ehepaar in eine Sonderbaracke des KZ Buchenwald im Sonderlager Fichtenhain, das sich außerhalb des eigentlichen KZ-Bereichs befand. 
Am 24. August 1944 erfolgte ein schwerer amerikanischer Luftangriff auf Buchenwald. Seine Ehefrau Tony Breitscheid, die im Splittergraben verschüttet worden war, wurde schwerverletzt gerettet. Wie Mitgefangene berichteten, wurde Rudolf Breitscheid ebenfalls verschüttet und tot geborgen. Gleichzeitig wurde damals auch der Tod Ernst Thälmanns bekanntgegeben, der nicht – wie die NS-Medien behaupteten – bei diesem Luftangriff umkam, sondern sechs Tage vorher erschossen worden war.
Es wird gelegentlich behauptet, dass Breitscheid von einer SS-Wache durch Herzschuss getötet worden sei; dafür gibt es jedoch keine zuverlässige Quelle.
Die Angehörigen Breitscheids erhielten vom KZ Buchenwald später eine Urne mit Leichenasche, die unter seinem Namen auf dem Südwestkirchhof Stahnsdorf bei Berlin bestattet wurde. Diese Grabstätte ist heute als Ehrengrab der Stadt Berlin gewidmet. Breitscheid wurde auch mit einer Gedenkplatte im zentralen Rondell der Gedenkstätte der Sozialisten auf dem Berliner Zentralfriedhof Friedrichsfelde geehrt.

## Gedenken
In Berlin ist der Breitscheidplatz im westlichen Zentrum nach ihm benannt – hier findet sich auch eine Gedenktafel. In zahlreichen Städten und insbesondere vielen ostdeutschen Gemeinden tragen Straßen seinen Namen (z. B. Rudolf-Breitscheid-Straße in Cottbus und Rudolf-Breitscheid-Straße in Weimar). Auch in Marburg, wo er seine akademische Laufbahn begann, wurde eine Straße auf dem Gelände der ehemaligen Tannenbergkaserne nach ihm benannt.
Die Deutsche Post der DDR gab im Jahr 1974 zu seinen Ehren eine Sondermarke in der Serie Persönlichkeiten der deutschen Arbeiterbewegung heraus.
In der Zeit von 1964 bis 1988 war ein Frachtschiff der Deutschen Seereederei Rostock (DSR), der Staatsreederei der Deutschen Demokratischen Republik, nach Rudolf Breitscheid benannt.
Mehrere Polytechnische Oberschulen erhielten den Namen Rudolf Breitscheid, so u. a. in Görlitz.
Seit 1992 erinnert im Berliner Ortsteil Tiergarten an der Ecke Scheidemannstraße / Platz der Republik eine der 96 Gedenktafeln für von den Nationalsozialisten ermordete Reichstagsabgeordnete an Breitscheid.

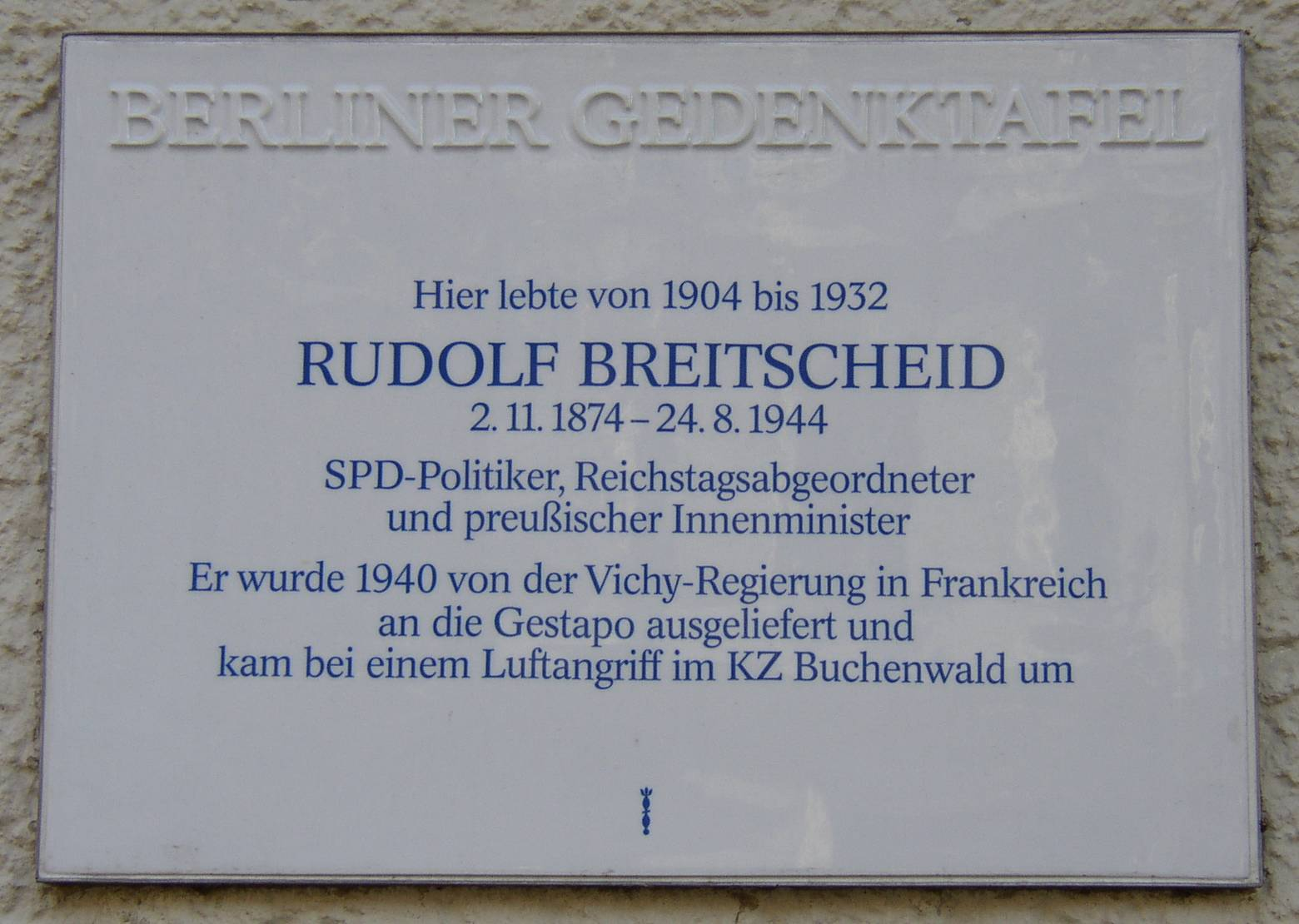
Berliner Gedenktafel in Berlin-Wilmersdorf
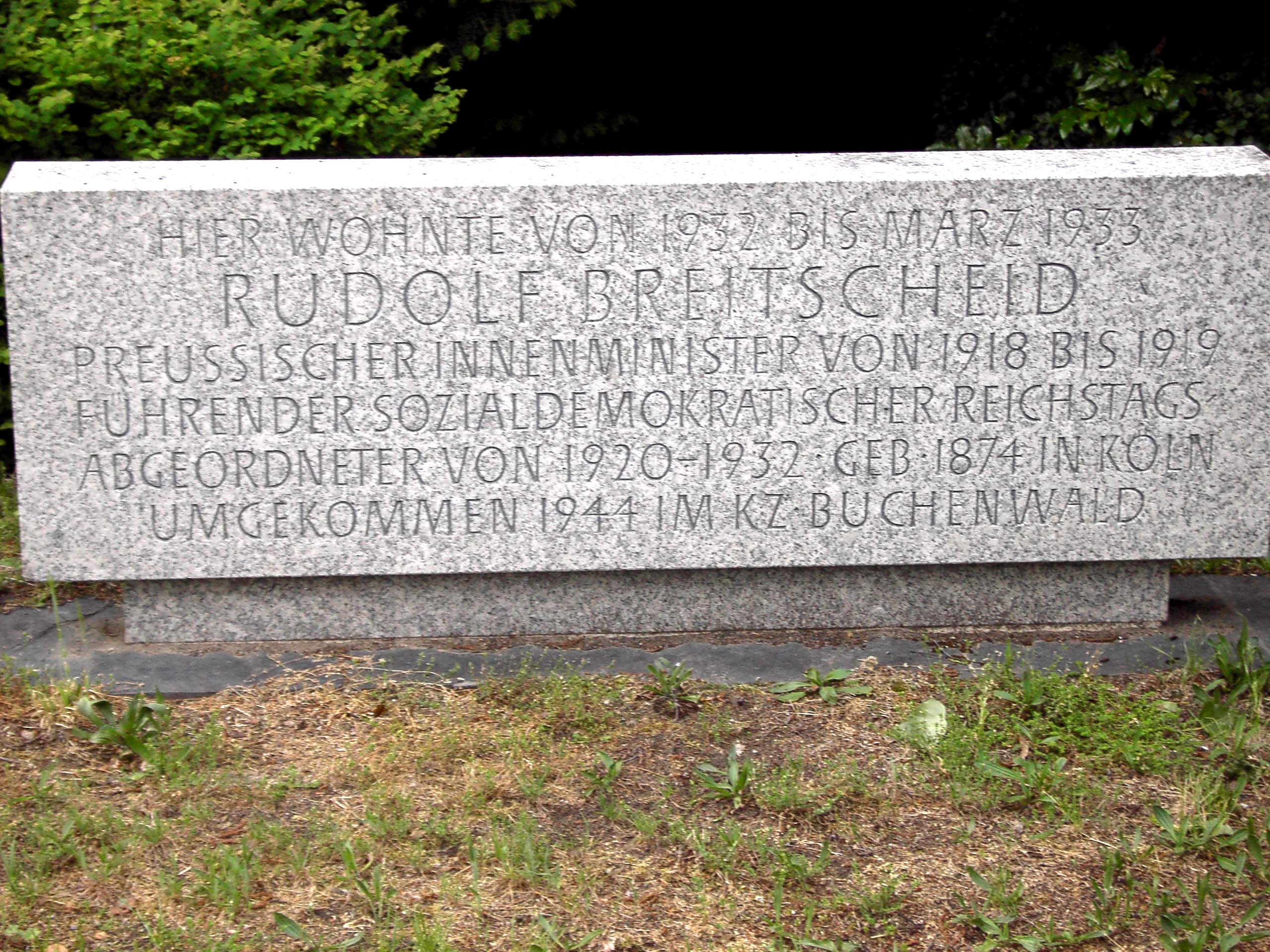
Gedenkstein in der Haberlandstraße in Berlin-Schöneberg
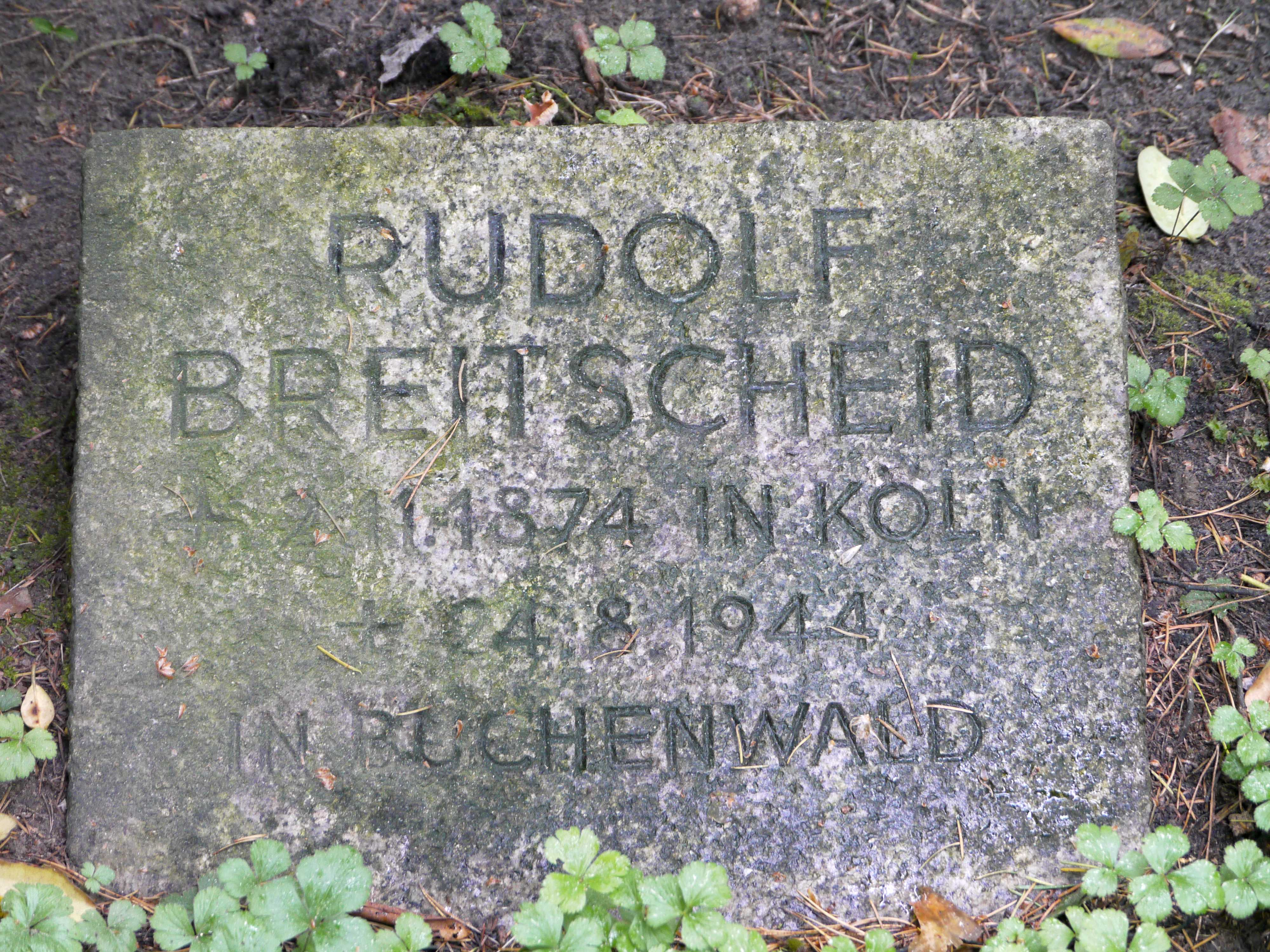
Grabstein
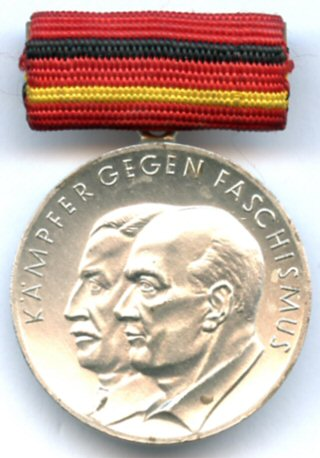
Medaille für Kämpfer gegen den Faschismus 1933 bis 1945

## Schriften
- Die Landpolitik in den australischen Kolonieen. Neue Börsen-Halle, Hamburg 1899.
- Der Bülow-Block und der Liberalismus. Reinhardt, München 1908.
- Persönliches Regiment und konstitutionelle Garantien. Ehbock, Berlin 1909.
- Bereit sein ist alles! Rede im Parteiausschuß der Sozialdemokratischen Partei Deutschlands am 31. Januar 1933. R. Hauschildt, Berlin 1933.
- Reichstagsreden. Hrsg. von Gerhard Zwoch. Verlag AZ Studio, Bonn 1974.
- Antifaschistische Beiträge 1933–1939. Hrsg. von Dieter Lange. Verlag Marxistische Blätter, Frankfurt am Main 1977, ISBN 3-88012-450-7.
- „Vornehmste Aufgabe der Linken ist die Kritik.“ Publizistik 1908–1912. Hrsg. von Sven Crefeld. edition Rubrin, Berlin 2015, ISBN 978-3-00-050066-4.